# Thranius lanceolatus
Thranius lanceolatus là một loài bọ cánh cứng trong họ Cerambycidae.